# Xử lý hình ảnh kỹ thuật số
Trong khoa học máy tính, xử lý hình ảnh kỹ thuật số là việc sử dụng các thuật toán trên máy tính để thực hiện xử lý hình ảnh trên hình ảnh kỹ thuật số. Là một danh mục con hoặc lĩnh vực xử lý tín hiệu số, xử lý hình ảnh kỹ thuật số có nhiều lợi thế so với xử lý hình ảnh tương tự. Nó cho phép phạm vi thuật toán áp dụng rộng hơn nhiều được áp dụng cho dữ liệu đầu vào và có thể tránh được các vấn đề như sự tích tụ nhiễu và méo tín hiệu trong quá trình xử lý. Vì hình ảnh được xác định theo hai chiều (có thể nhiều hơn) nên việc xử lý hình ảnh kỹ thuật số có thể được mô hình hóa dưới dạng các hệ thống đa chiều.

## Lịch sử
Nhiều kỹ thuật xử lý hình ảnh kỹ thuật số, hay xử lý hình ảnh kỹ thuật số như thường được gọi, đã được phát triển vào những năm 1960 tại Phòng thí nghiệm Động cơ phản lực, Viện Công nghệ Massachusetts, Phòng thí nghiệm Bell, Đại học Maryland và một vài cơ sở nghiên cứu khác, với ứng dụng vào hình ảnh vệ tinh, chuyển đổi tiêu chuẩn ảnh dây, hình ảnh y tế, điện thoại truyền hình, nhận dạng nhân vật và nâng cao hình ảnh. Tuy nhiên, chi phí xử lý khá cao với thiết bị điện toán của thời đại đó.
Điều đó đã thay đổi vào những năm 1970, khi xử lý hình ảnh kỹ thuật số tăng sinh khi các máy tính rẻ hơn và phần cứng chuyên dụng trở nên có sẵn. Hình ảnh sau đó có thể được xử lý trong thời gian thực, đối với một số vấn đề chuyên dụng như chuyển đổi tiêu chuẩn truyền hình. Khi các máy tính đa năng trở nên nhanh hơn, chúng bắt đầu đảm nhận vai trò của phần cứng chuyên dụng cho tất cả các hoạt động ngoại trừ máy tính chuyên dụng và chuyên sâu nhất. Với các máy tính nhanh và bộ xử lý tín hiệu có sẵn trong những năm 2000, xử lý hình ảnh kỹ thuật số đã trở thành hình thức xử lý hình ảnh phổ biến nhất và nói chung, được sử dụng vì đây không chỉ là phương pháp linh hoạt nhất mà còn rẻ nhất.
Công nghệ xử lý hình ảnh kỹ thuật số cho các ứng dụng y tế đã được giới thiệu vào Đại sảnh danh vọng Công nghệ Không gian Nền tảng Không gian vào năm 1994.